# Кандриан
Кандриан (англ. Kandrian) — город в Папуа — Новой Гвинее, на территории провинции Западная Новая Британия.

## География
Город расположен на юго-западе острова Новая Британия, на высоте 10 м над уровнем моря.

## Население
По данным на 2013 год численность населения города составляла 1264 человека.
Динамика численности населения города по годам:
| 1990 | 2013  |
| ---- | ----- |
| 600  | 1 264 |

## Транспорт
Имеется взлётно-посадочная полоса.